# Clos Lucé
Manoir du Clos Lucé is een kasteel gesitueerd in de Franse gemeente Amboise in het departement Indre-et-Loire in Frankrijk aan de oevers van de Loire. Amboise is een stad aan de zuidoever van de Loire in het departement Indre-et-Loire in het midden van Frankrijk. Het kasteel, een van de kastelen van de Loire, is een beschermd historisch monument sinds 1862.
Le Clos Lucé werd in 1477 op de hoogte van Amboise gebouwd voor Étienne le Loup. Het is opgetrokken in baksteen en natuursteen, en het was eenvoudig maar comfortabel ingericht. Loup verkocht het landgoed in 1490 aan Karel VIII. Het landgoed werd in 1516 ter beschikking gesteld aan Leonardo da Vinci. Leonardo da Vinci stierf op het landgoed op 2 mei 1519. Hij liet er drie meesterwerken achter:
- De Mona Lisa
- Sint-Anna-in-drieën
- Johannes de Doper

Tegenwoordig is het een museum over het leven, werk en voorbeelden van uitvindingen van Leonardo da Vinci.

## Geschiedenis

### Van de middeleeuwen tot de renaissance
Het Chastelet du Cloux was een voormalig leengoed van het kasteel van Amboise. Het grondgebied van Lucé behoort al tot het kasteel sinds de 14e eeuw. Op 26 oktober 1460 verkocht Pierre du Perche het domein van Cloux aan Marc Rabouin en kreeg Grange-aux-Lombards in de plaats. Grange-aux-Lombards bleef niet lang in handen van zijn nieuwe eigenaar. Pierre du Perche verkocht het na enige tijd aan de zusters van de priorij van Moncé, die het op hun beurt doorverkochten op 26 mei 1471 aan Étienne le Loup. Le Loup was butler en eerste wapendrager, en daarna raadgever van koning Lodewijk XI en baljuw van Amboise.
Opdat de gebouwen van Clos Lucé niet verder in verval zouden raken, liet Étienne le Loup een moderne inbreng toevoegen aan het kasteel. Daar slaagde hij in met « een vierkante toren, een balk die verbonden was met de rechtervleugel van het gebouw door een zuilengang, (…) muren voorzien van gotische ramen ». Op 22 november 1490 kocht Karel VIII Clos Lucé over van le Loup voor 3500 gouden muntstukken. Hij liet er een kapel bijbouwen. Zijn vrouw, Anna van Bretagne, heeft er tot haar vertrek naar Blois geleefd. In 1509 kwam Karel IV van Alençon er met Margaretha van Valois wonen. De Hertog van Alençon verkocht Clos Lucé in 1515 aan de moeder van Frans I, Louise van Savoye.

### Leonardo da Vinci in Clos Lucé

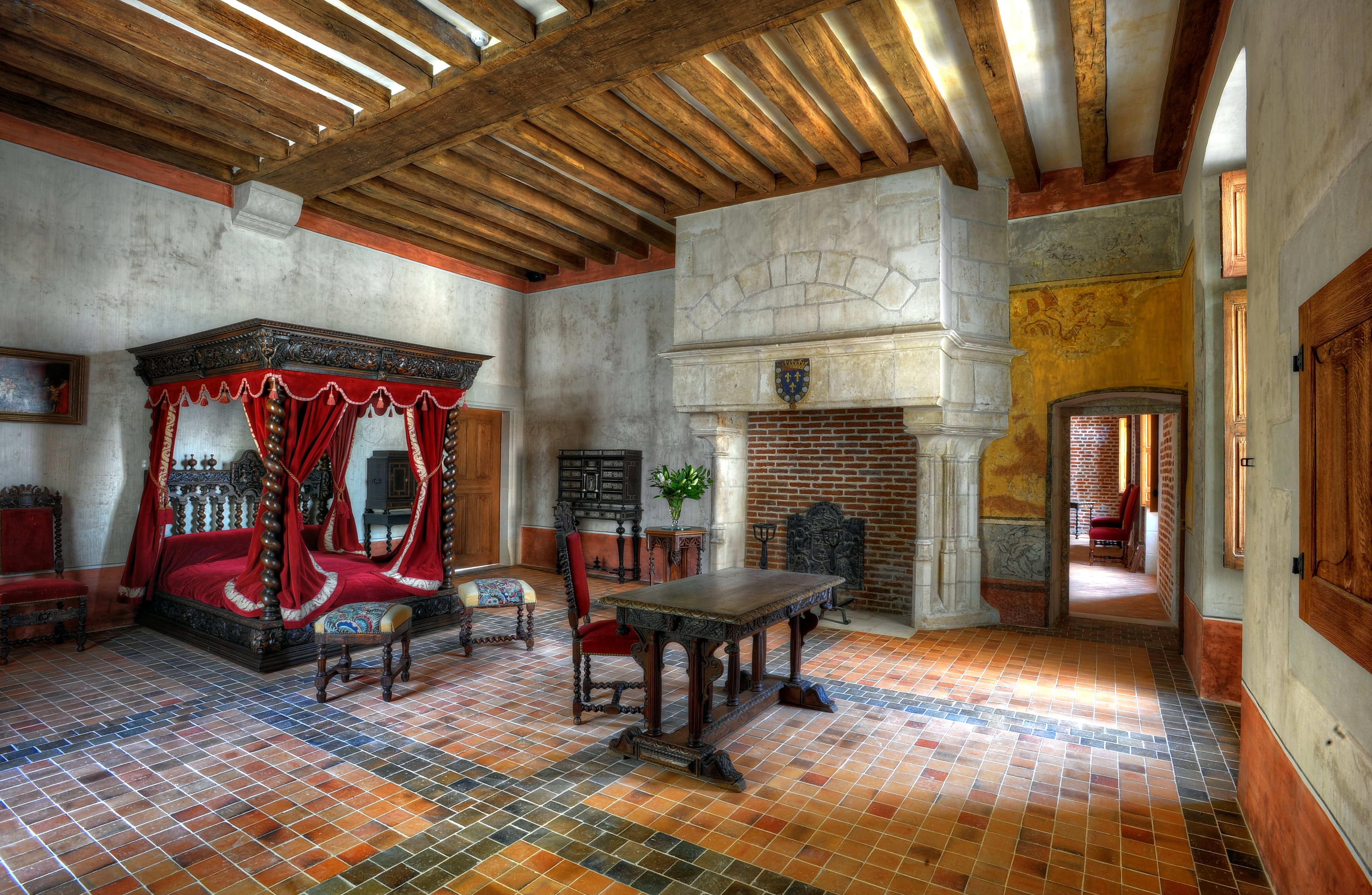
De kamer van Leonardo da Vinci

Op uitnodiging van Frans I verliet Leonardo da Vinci samen met Francesco Melzi, Salai, en zijn bediende Batista de Vilanis, in 1516 Rome om in Frankrijk te gaan wonen. De koning stelde het kasteel van Clos Lucé ter beschikking en gaf hem een toelage. Op 18 oktober 1517 kreeg Leonardo da Vinci bezoek van kardinaal Lodewijk van Aragon. Zijn secretaris, Antonio de Beatis, beschrijft Leonardo da Vinci als volgt in zijn 'Itinerario':
“de heer Leonard da Vinci, meer dan 70 jaar oud, uitzonderlijke schilder van deze eeuw, toonde drie schilderijen aan onze Heerlijkheid. Het eerste schilderij is een beeld van een dame uit Firenze, op vraag van wijlen koning Julien II. Het tweede schilderij beeldt de jonge Johannes de Doper af. Op het derde schilderij staat de heilige Anne die een Madonna met kind op de arm draagt. Deze schilderijen benaderen een uitzonderlijke perfectie."
Door een verlamming aan de rechterarm schilderde Leonardo da Vinci hierna niet langer meesterwerken. Op 19 juni 1518 vond er een feest plaats in het kasteel van Clos Lucé. Hier werden de ideeën van Leonardo hernomen, die hij gebruikte voor het paradijselijke feest in Milaan op 13 januari 1490. Er werd een kapiteel gemaakt en een blauw schildersdoek, dat de planeten, de zon, de maan en de twaalf sterrenbeelden voorstelt. Leonardo da Vinci stierf op 2 mei 1519 in Clos Lucé.

### Van de renaissance tot heden
Louise van Savoye werd vervolgens eigenaar van het domein. Philibert Babou de la Bourdaisière en zijn echtgenote, ook wel de schone Babou genaamd (voornamelijk door Frans I), woonden er vanaf 1523. Michel de Gast, in die tijd gouverneur van Amboise, werd dankzij de welwillendheid van Hendrik III de eigenaar van het domein Clos Lucé in 1583. Door het huwelijk van Antoine van Amboise met de kleindochter van Michel de Gast, maakte Clos Lucé in 1636 weer deel uit van het Huis van Amboise. Het kasteel bleef in handen van de familie Amboise tot in 1832. Later werd het kasteel eigendom van de familie Saint Bris. Graaf Hubert Saint Bris (vader van Gonzague Saint Bris) besloot het open te stellen voor het publiek in 1954.

### Het kasteel
Het kasteel ligt midden in een park dat doorkruist wordt door de Amasse, een zijrivier van de Loire (rivier). De voorgevel van het kasteel, opgetrokken in roze baksteen en witte natuursteen, werd sinds de renaissance amper gewijzigd. In de kelder ligt een mooie verzameling maquettes die zijn verwezenlijkt volgens de schetsen van Leonardo da Vinci. Er zijn onder meer een tank, een zweefbrug, een graafmachine, een zweefvliegtuig of de voorloper van de helikopter. Op de eerste verdieping bevindt zich de kamer waar Leonardo da Vinci is overleden. De open haard, in renaissancestijl, is versierd met het wapenschild van Frankrijk.

### Het park
In het park rondom het kasteel werd een culturele route aangelegd, dat rond vijf thema’s draait: het licht van gezichten, de schoonheid van het lichaam, de mechanische werking van het leven, de technische intuïties en de ideale stad. De route bevat geluidspalen, doorschijnende doeken die schetsen of details van werken van Leonardo da Vinci weergeven, en gigantische machines die ook al gebaseerd zijn op zijn schetsen: een tank, een helikopter, een zweefbrug, een raderstoomboot, de schroef van Archimedes en een waaiervormig kanon.

## Het park

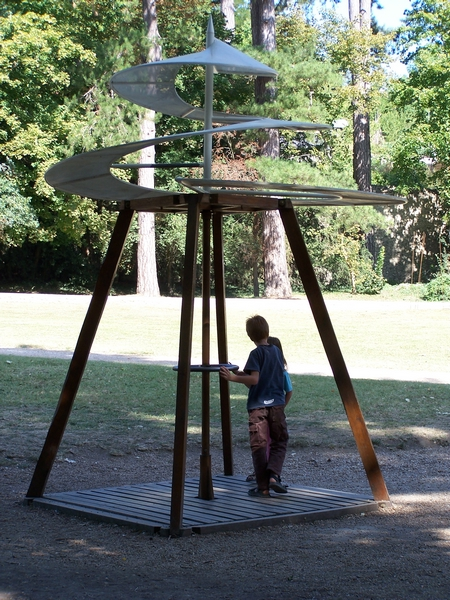
Helikopter naar de plannen van Leonardo da Vinci
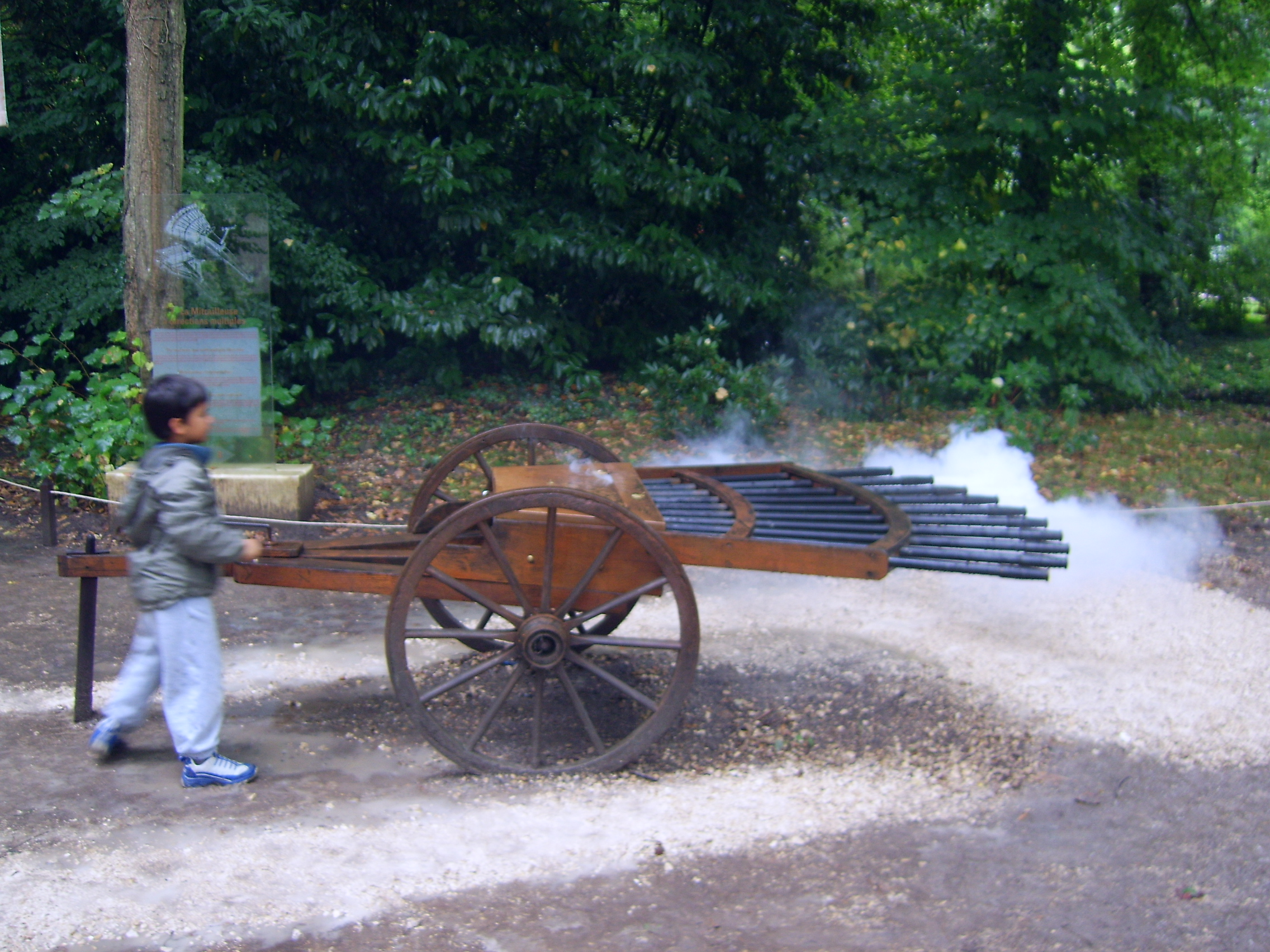
Het kanon volgens de plannen van Leonardo da Vinci
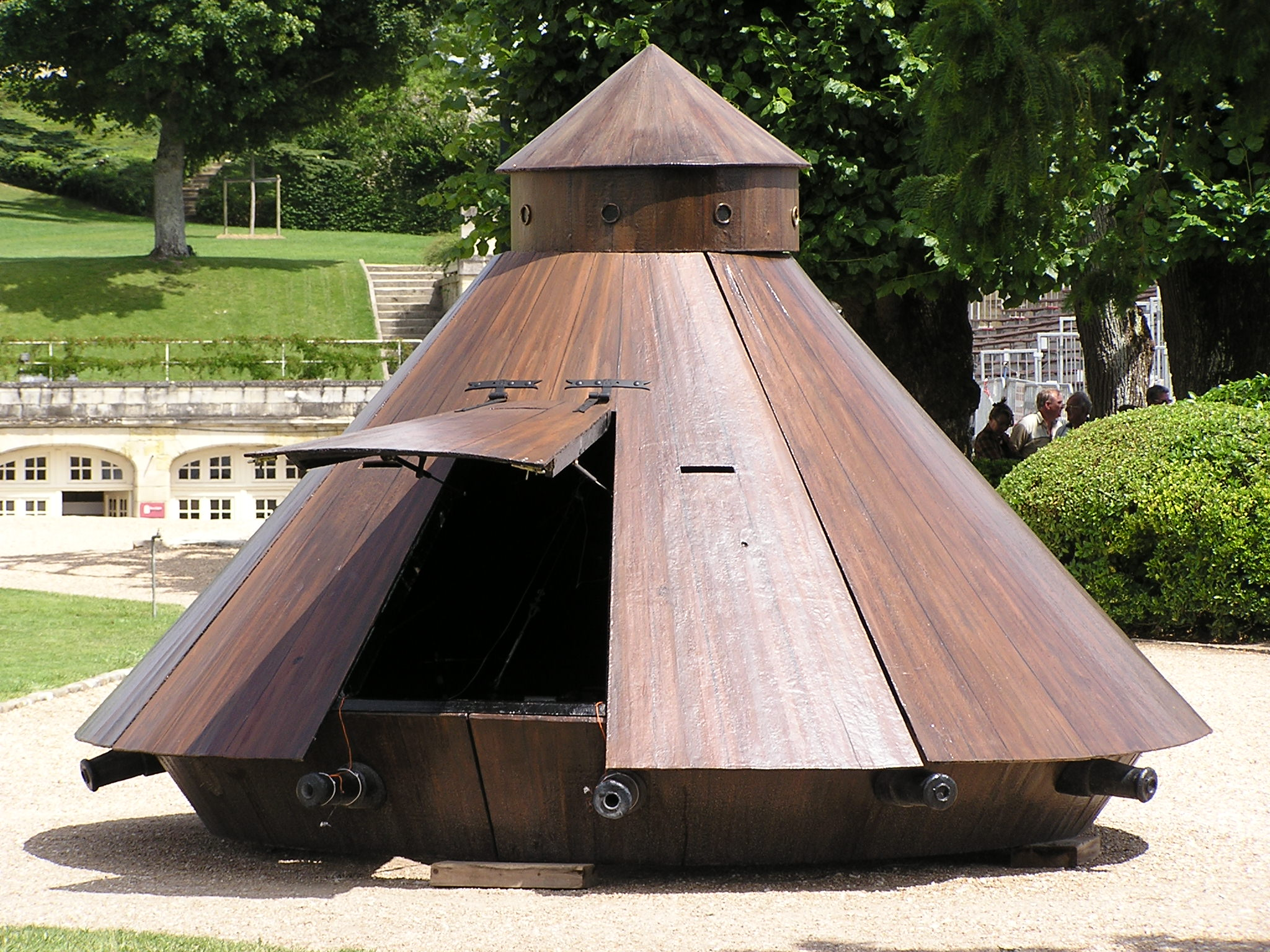
Tank volgens ontwerp van Leonardo

Het park herbergt vele maquettes op ware grootte.